# 比利时死刑制度

截至2022年欧洲各国家及地区死刑的实施情况
所有犯罪均不构成死刑
特定犯罪构成死刑，十年内未实行；被归纳为法律层面上保留死刑，但事实上冻结死刑
特定犯罪构成死刑，并且实行

比利时于1996年8月1日正式废除了对和平时期和战争时期所有罪行的死刑。在比利时，最后一次因和平时期所犯罪行而执行死刑是在1863年7月，一名农民因谋杀罪在伊珀尔被执行死刑。1918年3月26日，一位名叫埃米尔·费尔法耶的军官因杀害怀孕的女友而被认定有罪，在弗尔讷的监狱被送上了斷頭台。这是比利时自1863年以来首次执行死刑。
1944年11月至1950年8月，比利时约有242人因在第二次世界大战期间犯下的罪行被行刑队处决，其中241人被判通敌。在此期间，共有2940人被判处死刑，但仅执行了242人。比利时最后一位被处决者是1950年8月8日被处决的德国战犯菲利普·施米特，他是布伦东克堡集中营的营长。尽管比利时刑法规定死刑必须以斬首的方式执行，但二战后被处决的242人是由军事法庭审判的，因此是由行刑队枪决的。
1999年1月1日，禁止在任何情况下实施死刑的《欧洲人权公约第6号议定书》生效。比利时还签署了《公民权利和政治权利国际公约第二任择议定书》。2005年2月2日，禁止死刑被纳入《比利时宪法》。